# Agricolândia
Agricolândia är en kommun i Brasilien.   Den ligger i delstaten Piauí, i den östra delen av landet, 1 300 km nordost om huvudstaden Brasília. Antalet invånare är 5 114.
Omgivningarna runt Agricolândia är huvudsakligen savann. Runt Agricolândia är det ganska glesbefolkat, med 43 invånare per kvadratkilometer.